# Platyla
Platyla is een geslacht van weekdieren uit de klasse van de Gastropoda (slakken).

## Soorten
- Platyla albanica Subai, 2012
- Platyla banatica (Rossmässler, 1842)
- Platyla callostoma (Clessin, 1911)
- Platyla ceraunorum A. Reischütz, N. Steiner-Reischütz & P. L. Reischütz, 2016
- Platyla cryptomena (de Folin & Bérillon, 1877)
- Platyla curtii (A. J. Wagner, 1912)
- Platyla dupuyi (Paladilhe, 1868)
- Platyla elisabethae (L. Pintér & Szigethy, 1973)
- Platyla feheri Subai, 2009
- Platyla foliniana (G. Nevill, 1879)
- Platyla gracilis (Clessin, 1877)
- Platyla hedionda Torres Alba, 2012
- Platyla jankowskiana (Jackiewicz, 1979)
- Platyla jordai Altaba, 2013
- Platyla lusitanica (D. T. Holyoak & Seddon, 1985)
- Platyla maasseni Boeters, E. Gittenberger & Subai, 1989
- Platyla merillaensis Quiñonero-Salgado, Ruiz Cobo & Rolán, 2017
- Platyla microspira (Pini, 1885)
- Platyla minutissima Boeters, E. Gittenberger & Subai, 1989
- Platyla orthostoma (Jackiewicz, 1979)
- Platyla peloponnesica Boeters, E. Gittenberger & Subai, 1989
- Platyla perpusilla (Reinhardt, 1880)
- Platyla pezzolii Boeters, E. Gittenberger & Subai, 1989
- Platyla pinteri (Subai, 1976)
- Platyla polita (W. Hartmann, 1840) = Gladde naaldslak
- Platyla procax Boeters, E. Gittenberger & Subai, 1989
- Platyla sardoa Cianfanelli, Talenti, Bodon & Manganelli, 2000
- Platyla stussineri (O. Boettger, 1884)
- Platyla subdiaphana (Bivona, 1839)
- Platyla talentii Bodon & Cianfanelli, 2008
- Platyla turcica Boeters, E. Gittenberger & Subai, 1989
- Platyla wilhelmi (A. J. Wagner, 1910)

Niet geaccepteerde soorten:
- Platyla corpulenta Subai, 2009 → Platyla procax Boeters, E. Gittenberger & Subai, 1989
- Platyla oedogyra (Paladilhe, 1868) → Platyla polita (W. Hartmann, 1840)
- Platyla similis (Reinhardt, 1880) → Platyla polita (W. Hartmann, 1840)